# Klaus Schulze (Maueropfer)

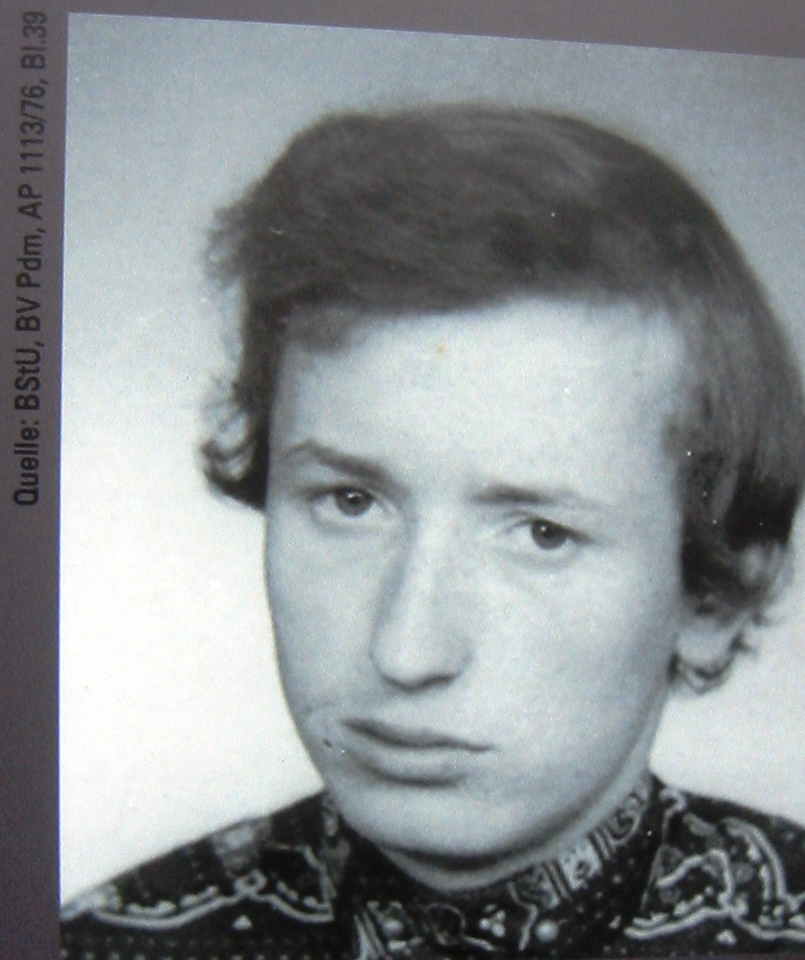
Klaus Schulze

Klaus Schulze (* 13. Oktober 1952 in Falkensee; † 7. März 1972 ebenda) war ein Todesopfer an der Berliner Mauer. Angehörige der Grenztruppen der DDR erschossen ihn bei einem Fluchtversuch aus der DDR.

## Leben
Klaus Schulze wurde in Falkensee geboren und ging bis 1968 in Falkenhöh zur Schule. Im Alter von 14 Jahren unternahm er einen ersten Fluchtversuch, der für ihn ohne Folgen blieb. Die anschließende Ausbildung zum Rinderzüchter brach er ab und arbeitete in der Folgezeit als Hilfsarbeiter. Wegen seiner häufig wechselnden Arbeitsstellen, zwischen denen er immer wieder arbeitslos war, wurde er vom Rat der Stadt Falkensee gerügt. Am 5. März 1972 bekam er zusammen mit seinem Freund Dieter Krause einen erneuten Verweis wegen „Arbeitsbummelei“. Beide sollten in ein Arbeitserziehungslager eingewiesen werden und suchten daher nach einem Weg, die DDR zu verlassen.
Am Folgetag beobachteten die beiden den Grenzstreifen, der direkt hinter dem Grundstück eines Freundes in Falkenhöh verlief, über 24 Stunden. Dabei stellten sie fest, dass der nächste Wachturm etwa 300 Meter entfernt lag, eine Lampe der Kontrollstreifenbeleuchtung nicht funktionierte und Gebüsche im Grenzstreifen Deckung für die Flucht boten. Am Nachmittag des 7. März 1972 suchten sie mehrere Lokale in Falkensee auf, bis sie sich gegen 20 Uhr zu dem Grundstück an der Grenze begaben. Mit einer vor Ort gefundenen Leiter krochen sie unter dem Hinterlandzaun durch und überkletterten den anschließenden Signalzaun mit der Leiter. Dabei lösten sie stillen Alarm aus. Sie rannten mit der Leiter weiter zum abschließenden Streckmetallzaun. Als Dieter Krause die Leiter an diesem Zaun anlegte, eröffnete die Besatzung des Wachturms das Feuer auf die Flüchtenden. Während er über den Zaun gelangte, erlitt Klaus Schulze einen Steckschuss in die Brust, der seine Hauptschlagader und die Lunge verletzte.
Am nächsten Tag holten Mitarbeiter des Ministeriums für Staatssicherheit (MfS) die Schwester des Toten zu einem Verhör ab. Seine Eltern informierte das MfS drei Tage später über den Vorfall. Sie mussten einer Einäscherung zustimmen. In der Folgezeit wurde die Familie durch Inoffizielle Mitarbeiter des MfS überwacht.
Nach der deutschen Wiedervereinigung nahm die Berliner Staatsanwaltschaft Ermittlungen wegen des Vorfalls auf, die 1994 zu einem Mauerschützenprozess führten. Das Verfahren gegen einen der Grenzposten wurde wegen Verhandlungsunfähigkeit eingestellt. Den zweiten Grenzposten sprach das Landgericht Potsdam 1997 frei, weil ihm keine Tötungsabsicht nachgewiesen werden konnte.